# ダニー・ケイの黒いキツネ
『ダニー・ケイの黒いキツネ』（ダニー・ケイのくろいキツネ、原題：The Court Jester）は、1955年制作のアメリカ合衆国のコメディ映画。ダニー・ケイ主演による、中世イングランドを舞台としたコメディ史劇である。脚本はメルヴィン・フランクとノーマン・パナマによって書かれ、二人は製作と監督も兼任した。
2000年、AFIが選ぶアメリカ喜劇映画ベスト100に選出。2004年には「文化的・歴史的・芸術的にきわめて高い価値を持つ」とみなされ、アメリカ国立フィルム登録簿に登録された。

## あらすじ
舞台は中世のイングランド。陰謀をめぐらして王位についたロデリック王は、王室の正しい血統を継ぐ幼い王子が“黒狐”なる正義の志士によって王位復興を目指しているという噂を耳にし、宰相レイヴンハーストに“黒狐”の討伐を命じる。だが、レイヴンハーストは王を暗殺し、自身が王位に就こうと企てていた。
一方、“黒狐”の部下でサーカス芸人のヒューバート・ホーキンスは、幼い王子を守り僧院に送り届ける役目を命ぜられる。そこで彼は酒造りの老人に変装、義勇軍の女隊長ジーンを自分の孫娘に変装させ、王子を酒樽の中に隠して出発するが、そんな彼らに王の追手が迫る。

## キャスト
※括弧内は日本語吹替（初回放送1971年12月23日『木曜洋画劇場』）
- ヒューバート・ホーキンス：ダニー・ケイ（羽佐間道夫）
- ジーン：グリニス・ジョンズ
- レイヴンハースト卿：ベイジル・ラスボーン
- グエンドリン王女：アンジェラ・ランズベリー
- ロデリック王：セシル・パーカー
- グリセルダ：ミルドレッド・ナトウィック
- グリスウォルド卿：ロバート・ミドルトン
- ロックスリー卿：マイケル・ペイト
- 警備隊長：ハーバート・ラドリー
- ファーガス：ノエル・ドレイトン
- ジャコモ：ジョン・キャラダイン
- “黒キツネ”：エドワード・アシュレイ
- ブロックハースト：アラン・ネイピア
- フィンズデール卿：ルイス・マーティン
- パートウィー卿：パトリック・エイハーン
- 大司教：リチャード・キーン